# Rana huanrensis
Rana huanrensis är en groddjursart som beskrevs av Fei, Ye och Huang 1990. Rana huanrensis ingår i släktet Rana och familjen egentliga grodor. IUCN kategoriserar arten globalt som livskraftig. Inga underarter finns listade i Catalogue of Life.